# The Walk-Offs
The Walk-Offs er en amerikansk stumfilm fra 1920 af Herbert Blaché.

## Medvirkende
- May Allison - Kathleen Rutherford
- Emory Johnson - Robert Winston
- Effie Conley - Caroline Rutherford
- Darrell Foss - Schuyler Rutherford
- Joseph Kilgour - Murray Van Allan
- Richard Morris - Judge Brent
- Kathleen Kerrigan - Mary Carter
- Marie Pavis - Sonia
- Claire Du Brey - Mrs. Elliott
- Estelle Evans - Mrs. Asterbilt